# Sigla de tres lletres
Les sigles de tres lletres (STL o trigrames) són molt corrents, per exemple: DOS, WWW, JPG, UDF, PIB… Si no es té en compte els símbols i els caràcters accentuats, n'hi ha {\displaystyle 26^{3}=17.576}. Si es tenen en compte, les 26 lletres de l'alfabet, les 10 xifres i els caràcters « + » i « - », utilitzats en les sigles (exemples, C++ i MP3), és possible fer {\displaystyle 38^{3}=54872} combinacions diferents. Es tracta d'una autoreferència lingüística, ja que STL és una sigla de tres lletres que significa « sigla de tres lletres ». L'equivalent en anglès és TLA (three letter acronym).